# サルコペニア
サルコペニア（sarcopenia）とは、加齢による骨格筋量の低下と定義され、副次的に筋力や有酸素運動能力の低下を生じる。筋肉量の低下を必須項目とし、筋力または身体能力の低下のいずれかが当てはまればサルコペニアと診断される。量を制限する食事療法はサルコペニアのリスクを高めると指摘されている。

## 歴史的経緯
サルコペニアは、1989年にRosenbergによって「加齢による筋肉量減少」を意味する用語として提唱された。サルコペニアは造語で、ギリシア語でサルコ（sarco）は「肉・筋肉」、ペニア（penia）は「減少・消失」の意。当初は骨格筋肉量の減少を定義としていたが、徐々に筋力低下、機能低下も含まれるようになった。上述の定義はEuropean Working Group on Sarcopenia in Older People（以下「EWGSOP」）のものであり、身体機能障害、クオリティ・オブ・ライフ（QOL）低下、死のリスクを伴う包括的な内容も含まれる。同年のヨーロッパ静脈経腸栄養学会（以下「ESPEN」）のコンセンサス論文では筋肉量減少と筋力低下を認める状態を、the Society of Sarcopenia,Cachexia and Wasting Disorders（以下「SCWD」）では筋肉量減少と身体機能低下を認める状態をサルコペニアと定義している。以上のように、サルコペニアの定義は現状では確定されたものはない。現段階での各学会の定義をまとめると、狭義では筋肉量減少のみが、広義では筋力低下や身体機能低下が含まれたものが「サルコペニア」と呼ばれている。

## サルコペニアの分類
EWGSOPでは、サルコペニアを加齢に伴って生じる原発性（一次性）サルコペニアと、活動、栄養、疾患に伴って生じる二次性サルコペニアに分類している。
原発性加齢性サルコペニア - 加齢以外に明らかな原因がないもの。
二次性
1. 活動に関連する
寝たきり、不活発なスタイル（生活）、失調や無重力状態が原因となり得るもの。
2. 疾患に関連する
重症臓器不全（心臓、肺、肝臓、腎臓、脳）、炎症性疾患、悪性腫瘍や内分泌疾患に付随するもの。
3. 栄養に関係する
吸収不良、消化管疾患、および食欲不振を起こす薬剤使用などに伴う摂取エネルギーおよび/またはタンパク質の摂取量不足に起因するもの。

また、サルコペニアのステージ分類として、下記のような3段階を定義している。
| ステージ         | 筋肉量 | 筋力 |        | 身体能力 |
| ---------------- | ------ | ---- | ------ | -------- |
| プレサルコペニア | ↓      |      |        |          |
| サルコペニア     | ↓      | ↓    | または | ↓        |
| 重症サルコペニア | ↓      | ↓    |        | ↓        |

## 日本におけるサルコペニアの課題
- 用語の混乱

現段階でサルコペニアの明確な定義はなく、それぞれの定義により別立てで新たな用語が使われることがある。サルコペニアを「加齢による」筋力低下・筋肉量低下とした場合、それ以外の要因の筋力低下・筋肉量低下をミオペニアと呼ぶことがある。また、加齢による「筋肉量減少」をサルコペニア、加齢による「筋力低下」をダイナペニアと定義する論文もある。ミオペニア、ダイナペニアともに各々においても定義が異なることがある。
- 診断基準

EWGSOPが提唱したサルコペニア診断のアルゴリズムでは、歩行速度、握力、筋肉量が用いられる。サルコペニア診断におけるカットオフ値は欧米のデータによる算出が多く、日本人に適さないものがほとんどである。日本人対象のカットオフ値については、真田や下方らの研究で簡易基準が提唱された。今後は、この診断基準が日本人のサルコペニア診断に有用であるか、検証する研究が求められる。しかし、『簡易評価法開発』の論文はデータ収集過程の不備により撤回された。

## 評価方法
サルコペニアの簡易な診断方法はいくつか提唱されている。
- 「指輪っかテスト」

両手の親指と人差し指で輪を作り、ふくらはぎの一番太いところを輪で囲む。輪のほうがふくらはぎよりも大きければサルコペニアを疑う。
- 「片足立ち」[8]
- 「DEXA・CTスキャン」（身体画像イメージ法）

2つの画像イメージ法が筋肉量や除脂肪体重の測定に使用されてきた。コンピュータ断層撮影（CTスキャン）、二重エネルギー X線吸収測定法（dual energy X-ray absorptiometry：DEXA）である。CTおよびMRIは、体内の他の軟部組織から脂肪を切り離すことができる。非常に正確な画像システムであると考えられており、これらの方法は、研究において筋肉量を測定するゴールド・スタンダードとされている。
- Asian Working Group for Sarcopeniaによる診断基準では、DEXAで男性は≦7.0kg/m2、女性は≦5.4kg/m2でサルコペニアと診断される。

- 「生体インピーダンス分析」（bioimpedance analysis：BIA）

生体インピーダンス分析（BIA）は、脂肪量と除脂肪量を測定するものである。テスト自体は高価ではなく、使いやすく、再現性も高く、歩行可能な患者にも寝たきりの患者にも適している。標準条件下で用いられてきたBIA測定法は、10年以上研究されており、標準条件下でのBIA結果は MRI と良好な相互関係が認められてきた。BIA機器はインボディ、タニタが販売している機器が主流となっている。
- Asian Working Group for Sarcopeniaによる診断基準では、BIAで男性は≦7.0kg/m2、女性は≦5.7kg/m2でサルコペニアと診断される。